# Sonate pour piano no 28 de Beethoven
La Sonate pour piano no 28 en la majeur, op. 101, de Ludwig van Beethoven, fut composée en 1816, publiée en février 1817 et dédiée à la baronne Dorothea Cécilia Ertmann que le compositeur surnommait affectueusement sa « Sainte Cécile ».
Comme la célèbre Sonate pour piano no 29 elle était destinée au Hammerklavier (piano-forte). Elle appartient au groupe des dernières sonates de Beethoven, dans lesquelles le compositeur porta l'écriture pianistique à un point de perfection et de difficulté inédit.

## Composition
La Sonate pour piano no 28 op. 101 est la première des sonates dites « tardives » de Beethoven, quand sa musique prit une nouvelle direction, plus personnelle, intime, parfois même libre et fantaisiste. 
Selon Francois-René Tranchefort : « ...Pour ne pas déborder notre propos, disons simplement que l'op. 101 inaugure la série des  dernières sonates si bien définie par André Boucourechliev qu'il paraît judicieux de citer sans compter cet auteur : « Avec elles la sonate en tant que forme stable, définie par une époque et une communauté stylistiques, entre dans sa longue phase crépusculaire. Ce n'est pas une rupture brutale, ni une création ex nihilo de formes nouvelles qu'accomplissent les dernières sonates ».
Durant cette période, il obtint une maîtrise complète des formes, des textures et des tonalités et de ce fait, il créa des œuvres d'une profondeur et d'une beauté remarquables. Une autre caractéristique de ses œuvres tardives est d'intégrer des techniques contrapuntiques (par exemple, un canon ou une fugue) dans une forme sonate.
Beethoven lui-même décrivait cette sonate (composée dans la ville de Baden au sud de Vienne au cours de l'été de 1816) comme « une série d'impressions et de rêveries ». 
Pour la première fois Beethoven utilisa le terme allemand Hammerklavier pour se référer au piano (bien qu'il l'utilisa aussi par la suite pour sa sonate Opus 106, qui deviendra connue sous le nom de Sonate für das Hammerklavier).
Ce fut la seule de ses 32 sonates que Beethoven entendit jouer publiquement de sa vie ; ce fut en 1816, et l’interprète était un amateur.[réf. nécessaire]

## Structure
Cette sonate comporte quatre mouvements, intitulés en allemand comme dans la sonate opus 90, et sa durée d'exécution approche les vingt minutes :
1. Etwas lebhaft, und mit der inngsten Empfindung. (Assez vif avec le sentiment le plus intense). Allegretto, ma non troppo
2. Lebhaft. Marschmäßig. (Animé. Mouvement de marche). Vivace alla  Marcia
3. Langsam und sehnsuchtsvoll. (Lent et plein d'une inspiration ardente). Adagio, ma non troppo, con affetto
4. Geschwind, doch nicht zu sehr und mit Entschlossenheit. (Vite, mais pas trop et avec décision). Allegro

### Etwas lebhaft, und mit der inngsten Empfindung

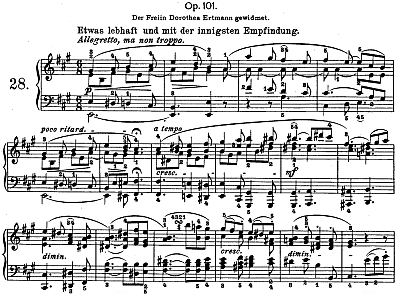
Début du premier mouvement

Le paisible et court (102 mesures) premier mouvement, en 6/8, est en constante évolution harmonique. La tonalité fondamentale (la majeur) n'est jamais, sauf à la fin, directement jouée, mais c'est elle qui structure tout le discours.

### Lebhaft. Marschmäßig
Le second mouvement est dominé par le rythme de croche pointée/double qu'une polyphonie serrée fait apparaître dans tous les registres, du plus grave au plus aigu. Les rencontres harmoniques et dissonances passagères sont nombreuses.
Le passage central est un moment d'apaisement : les croches sont égales et le contrepoint plus épuré (2 voix au lieu de 3 ou 4).

### Langsam und sehnsuchtsvoll / Geschwind, doch nicht zu sehr und mit Entschlossenheit
Le troisième mouvement, très court, est un passage méditatif et très mélancolique, en La mineur.
Il se termine avec un suspens sur la dominante (mi majeur) et enchaîne avec un rappel fantomatique du premier mouvement, entrecoupé de silences et de points d'orgues. Ce rappel renforce l'unité de l'œuvre et introduit le dernier mouvement.
L'Allegro final est enchaîné avec le troisième mouvement. Tendu et autoritaire, il est construit autour d'imitations polyphoniques resserrées, et enchaîne sur une fugue très rythmique en mineur, sur un motif exposé dans le premier mouvement.